# Vem är Sama från Ghana?
Vem är Sama från Ghana? var en vandringsutställning för bibliotek med start 1975. Den producerades av den statliga myndigheten Riksutställningar i samarbete med Unicef och Sida. Samarbetspartner var också Globteatern. Den huvudsakliga målgruppen var elever i låg- och mellanstadiet, eller barn i åldern 6 till 12 år.

## Bakgrund
Svenska bibliotek var länge en av Riksutställningars viktigaste samarbetspartners, som så kallade mottagare av myndighetens utställningar. Ofta handlade det om produktioner i en kompakt lådform, där emballaget också blev en del av den uppställda utställningen. De skåp- och lådbaserade utställningarna kom med tiden att bli Riksutställningars signum. De hade utvecklats sedan vandringsutställningen Formlek 1968 och var till stor del anpassade för målgruppen barn i förskola och lågstadium. Många av Rksutställningars produktioner för bibliotek tillverkades i flera exemplar för att kunna visas för fler personer samtidigt på olika platser i landet, exempelvis Skräckskåpet, som turnerade mellan 1988 och 1993. Andra exempel på utställningar anpassade för bibliotek var Cinemaskåpet – en utställning om Robin Hood, Fickmuseet och Årstidsträdet.
Sama från Ghana var en i raden av de biblioteksanpassade utställningarna. Den genomsyrades av den pedagogiska tanken att genom lek stärka barns inlevelseförmåga. Genom leken skulle barn lära känna ett annat barns miljö- och livsvillkor. I det här fallet rörde det sig om hemmiljön hos en afrikansk flicka i Ghana.
Utställningen producerades av Riksutställningar på uppdrag av den svenska Unicef-kommittén i samarbete med Sida.

## Tema
Syftet med Sama från Ghana var att engagera svenska barn i andra barns liv och öka känslan av solidaritet med barn i fattiga länder. Miljö, bilder och föremål, men också målning och läsning, skulle uppmuntra till dramatisering, diskussioner och resonemang, men också en lust att lära sig mer om andra världar och miljöer.

## Produktion
Vem är Sama i Ghana ville berätta historien om flickan Sama och hennes liv i västra Afrika. För att visa hennes vardag var utställningen utformad som en komprimerad modell av Samas hem – en vanlig hustyp i Ghana. Runt en liten gårdsplan fanns två byggnader som innehöll ett kök, badrum/toalett, veranda, uthyrda rum och en affär, men också en vattenpump och en portal med utställningsentré. Nerpackad var utställningen Vem är Sama från Ghana? 4,5 kubikmeter stor, men på plats krävdes en yta cirka 30 till 35 kvadratmeter.
För att få komma in i Samas hus fick besökaren gå till en lånedisk och be om nyckeln till grinden. På insidan huset visades hur Samas vardagsliv såg ut, bland annat hennes morgonbestyr när hon steg upp, lagade mat, städade och diskade innan hon gick till skolan. I utställningen fanns olika vardagsföremål som de besökande barnen kunde leka med och få en bättre förståelse för Samas tillvaro.
Besökaren fick veta att Sama var en flicka som var nio år gammal och bodde i utkanten av Kumasi, en stor stad i mellersta Ghana. Samas föräldrar var döda och hon och hennes syster bodde hos deras moster, som drev en affär. I huset fanns också Samas kusiner och några andra hyresgäster. Sama levde ett intensivt liv, efter att skoldagen var slut fortsatte hennes utbildning. Hon skulle lära sig sköta ett hem, men också affärsverksamhet, som mostern.
I utställningen ingick bland annat ett fotoalbum, en serie på 80 bilder och en ljudinspelning som berättade om Sama. En transportlåda innehöll utrustning för diabildsvisning – bandspelare och projektor med backprojektionsduk. En 16-sidig lärarhandledning och ett 8-sidigt studiehäfte ingick, med underlag för diskussion om Samas vardag och utställningsbesökarnas upplevelser.
Som ett komplement till den stora utställningen producerades fem studielådor för låg- och mellanstadiet, som innehöll vardagsföremål av olika slag, bland annat bildplanscher, ljudband med sånger och lekar och diabilder. Studielådorna var främst avsedda för de skolor som inte kunde ta del av den egentliga utställningen.

### Samasaker
Här nedan följer en förteckning över de föremål som fanns i Samas hem i Vem är Sama från Ghana?

#### Verandan
- 1 fågelbur.
- 2 leksaksbilar. Vanliga material konservburkar, delar av utslitna bildäck eller plastsandaler.
- 1 tumpiano, gjort av konservburk.
- 1 leksaksspis.
- 2 skallror (rött respektive grönt skaft).
- 2 trummor (en stor och en liten). Vanligt material konservburkar.
- 1 träkam (traditionell typ).
- 1 svart plastkam.
- 1 trebent skål av en kokosnöt.
- 1 lerskål (svart, rundbottnad).
- 3 korgar (en stor och två små).
- Kakaobönor att lägga i den flata korgen.
- 1 klut, stycke av lakansväv som rullas till en rund ring som man har för att lättare kunna bära saker på huvudet

#### Affären
- 1 bord.
- 1 stol.
- 1 emaljfat.
- 5 kolspisfläktar av flätad bambu.
- Badsvampar av träfiber (mörk färg).
- Tandstickor att borsta tänderna med. Ena änden tuggas mjuk och den används sedan för att borsta med.
- Tuggfiber (ljus färg). En träfiber som även den används till tandborstning efter att den har tuggats mjuk.
- 1 klut.

#### Köket
- 1 kolspis. Spis som eldas med kol.
- Kol.
- 1 kastrull med lock.
- 1 spisfläkt av flätad bambu.
- 1 tegelsten att ställa spisen på.
- 1 pall.
- 1 sopborste av palmbladsnerver.
- 1 mortel med mortelstöt, att stöta kassava i.

#### Övrigt
- 1 tunna (att samla regnvatten i).
- Tvättlina.
- 3 tygstycken att klä sig i.
- 1 skolklänning.
- 1 pojkskjorta från norra Ghana.
- 2 sisalmattor.[15][16]

Många av föremålen i Vem är Sama från Ghana? förbrukades under visningarna, bland annat badsvampar, tandborstar, spisfläktar och kammar. Riksutställningar tog därför hjälp av bland andra Charlotte Enell för att köpa in erstättningsmaterial till utställningen. Charlotte Enell bodde vid tillfället i Ghana och engagerade sig för att hitta föremålen som efterfrågades, för att sedan skicka dem till Sverige vid upprepade tillfällen.

### Sama som teater
Riksutställningar samarbetade vid tillfället med dåvarande Globteatern. Teatergruppen producerade en föreställning som anknöt till Vem är Sama från Ghana? Vid flera tillfällen visades teaterföreställningen i anslutning till vandringsutställningen, exempelvis i Landskrona, där barnen kunde gå direkt från föreställning till utställning.

### Produktionsgruppen
- Producent: Lena Johansson.
- Form: Mats Andersson, Björn Ed.
- Turné: Anna Carsén.[20]
- Foto och bildband: Sam Samuelsson.
- Foto: Karl Olof Bergström.
- Tecknare: Mats Andersson[21]
- Teknik: Conny Bohman, Olof Wallgren.[20]
- Distribution: Kristina Ringbom, Staffan Cullberg.[21]
- Samarbetspartners: barnrättsorganisationen Unicef, svenska biståndsmyndigheten Sida, Globteatern.[2][20] Från Unicef: Ulla Wickbom, Silja Strömberg. Från Sida: Ulla Lovén.[21]

## Turné
Vem är Sama från Ghana? blev en av Riksutställningars långkörare. Här nedan listas några av orterna som besöktes i början och i slutet av turnén.

### 1975
Stockholm, Vår teater, Medborgarhuset 10/11-7/12

### 1976
Jönköpings läns museum 12/1-30/5 1976:
- Nässjö, Runnerydsskolan vecka 3-4.
- Anneberg, Annebergs skola vecka 5.
- Vetlanda, Vetlanda museum vecka 6-8.
- Huskvarna, Huskvarna bibliotek vecka 9-10
- Gränna, Medborgargården vecka 11
- Jönköping, Lärarhögskolan vecka 12
- Värnamo, Västra skolan vecka 13-15[24]
- Gislaved, Lundåkersskolan vecka 16-17
- Smålandsstenar, Nordinskolan vecka 18-19
- Eksjö, Eksjö bibliotek vecka 20-22[25]

Därefter:
- Tyresö, Tyresö kommunbibliotek 8/6-2/7[22][23]
- Gävle, Gävle museum 16/8-5/6[23]
- Biskops Arnö, ”SÖ-kurs” 9/8-13/8[22]

### 1977
Gävleborgs län 16/8 1976-5/6 1977
- Söderhamn, Söderhamns stadsbibliotek 11/1-26/1.
- Ljusne, Ljusne bibliotek 28/1-8/2.
- Hudiksvall, Hälsinglands museum 10/2-3/3
- Delsbo, kommunalhuset 7/3-17/3
- Harmånger, Centralskolan 19/3-31/3
- Ljusdal, Ljusdalsbygdens museum 2/4-1/5
- Bollnäs, konsthallen 3/5-30/5[26]
- Sundsvall, Sundsvalls museum 3/9-25/9[27][28]

### 1978
Västernorrlands läns landsting 15/8 1977-19/3 1978
- Uppsala, Uppsala stadsbibliotek 24/4-21/5[23]

### 1979
- Borlänge, Unga örnar 28/8 1978-5/3 1979
- Landskrona, Landskrona museum 11/3-17/4
- Luleå, Allaktivitetshuset 7/9-23/9[23]

### 1980
Umeå, Västerbottens museum 1/10 1979-15/6 1980

### 1987
- Hallstavik, Hallsta skola 23/3-5/4.
- Eskilstuna, Hällby skola 13/10-28/10.[29]

Ett exempel på besökssiffror är visningen i Sundsvall, 3 till 25 september 1977. Vem är Sama från Ghana? besöktes då av totalt 1 449 skolelever. Från förskolor: 498, från mellanstadiet: 607 och från övriga skolor: 344 skolelever. Totala antalet besökare under perioden uppgavs i Sundsvall vara 5 465 personer. Studielådorna hade använts av cirka 60 klasser under samma tid.

## Reaktioner
Dala-Demokraten, 1978-10-18:
”Vem är Sama från Ghana”. Det är namnet på en utställning som producerats av Riksutställningar i samarbete med svenska kommittén för Unicef och SIDA. Utställningen kommer att visas runt om i Dalarna genom Unga Örnars daladistrikts försorg. Det är nio platser som är lyckliga nog att få besök av ”Sama från Ghana”, dvs Borlänge, (där den finns just nu) Rättvik, Leksand, Falun, Malung, Mora, Hedemora, Smedjebacken och Ludvika. Lyckliga därför att det är en i högsta grad sevärd utställning./.../Alla föräldrar och barn, ja andra också naturligtvis, rekommenderas på det varmaste att ta sig till fritidsgården och få en liten bild av Afrika. Det finns nämligen goda utsikter att få en ganska autentisk bild av en världsdel som vi trots allt vet väldigt lite om. Man har nämligen byggt upp delar (köket) av ett hem i Ghana, plus en veranda till affär och en port./.../

## Ekonomi
Enligt ett förslag till kostnadskalkyl skulle kostnaden för att framställa tre exemplar av Vem är Sama från Ghana? uppgå till 100 000 kronor för planering och produktion. Tillkom gjorde summan 44 000 kronor för materialinsamling och frilansmedverkan. De tre beställda exemplaren reviderades senare till en utställning kompletterad av fem studielådor med samma storlek på det ekonomiska anslaget: 100 000 kronor.
Försäkringssumman för Vem är Sama från Ghana? var 76 000 kronor.
Kostnaden för att hyra och ställa ut Sama varierade beroende på hur lång period det rörde sig om och hur långa transporterna var. 275 kronor för två veckor är en av summorna som anges. I priset ingick en försäkringspremie som skulle täcka eventuella skador.